# Izabella Teleżyńska
Izabella Teleżyńska (ur. 9 grudnia 1928 w Warszawie, zm. 12 kwietnia 2013 w Londynie) – polska aktorka, córka Zygmunta Powały-Dzieślewskiego.

## Biografia
Urodziła się w Warszawie 9 grudnia 1928 roku w rodzinie ziemiańskiej. Ojciec, Zygmunt Powała-Dzieślewski, był majorem kawalerii Wojska Polskiego. Matka, Halina Ejsmond, pochodziła z rodziny artystycznej. Po wybuchu wojny rodzice wyjechali z kraju. Przez Włochy i Francję trafili na Wyspy Brytyjskie. Ojciec pozostał w Anglii, a matka z córką powróciły do Polski, gdzie matka wyszła ponownie za mąż za gen. Paszkiewicza. Izabella została adoptowana przez ojczyma jako Izabella Zofia Paszkiewicz w 1949 roku rozpoczęła studia aktorskie w Państwowej Wyższej Szkole Teatralnej w Warszawie. Od 1952 roku kontynuowała je w Krakowie, w Państwowej Wyższej Szkole Aktorskiej.
Naukę ukończyła w 1953 roku. Była aktorką Teatru Wojska Polskiego w Łodzi i Teatru Dramatycznego w Warszawie. W 1961 roku wyjechała do Wielkiej Brytanii, gdzie od połowy lat 60., przez blisko dwie dekady, wystąpiła łącznie w przeszło 40 filmach i produkcjach telewizyjnych.
Rozpoczynała pracę artystyczną w Polsce, lecz bardziej znana jest za granicą jako Iza Teller. Zagrała m.in. baronową Nadieżdę von Meck w dramacie The Music Lovers Kena Russella (1970) i Królową Matkę w Ludwigu Viscontiego (1972). Zagrała w kilku głośnych filmach. Jej nazwisko można znaleźć w wydawnictwach zachodnich typu Who is who.
Zmarła 12 kwietnia 2013 roku w Londynie.

## Działalność artystyczna
- 1953: Wieczór – Czechowa, część Jubileusz, reż. Jerzy Ronard Bujański; Państwowa Wyższa Szkoła Aktorska w Krakowie, przedstawienie dyplomowe; (Mierczutkina); premiera 6 VI, – Samotność – Maciej Słomczyński reż. Lidia Zamkow; Teatr Wojska Polskiego; (Zofia; Ciemnowłosa dziewczyna – 2 role); premiera 1 VII.
- 1957: Szwejk – Bertolt Brecht, reż. Ludwik Rene; Teatr Wojska Polskiego; (Kaśka); premiera 17 I, – Iwona, księżniczka Burgunda – Witold Gombrowicz; reż. Halina Mikołajska; Teatr Dramatyczny; (Iza); premiera 29 XI.
- 1959: Księżniczka Turandot – Carlo Gozzi; reż. Konrad Swinarski; Teatr Dramatyczny; (Adelina); premiera 3 V, – Proces w Salem – Arthur Miller; reż. Ludwik Rene; Teatr Dramatyczny; (Mercy Lewis); premiera 11 XI.
- 1960: Ptaki – Andrzej Jarecki, Agnieszka Osiecka według Arystofanesa; reż. Konrad Swinarski; Teatr Dramatyczny; (Bazylea; Iryda – 2 role); premiera 19 III, – Makbet – William Shakespeare; reż. Bohdan Korzeniewski; Teatr Dramatyczny; (Czarownica); premiera 10 XI.
- 1964: Camino Real (TV), Wlk. Brytania, reż. Henry Kaplan, w cyklu TV: Play of the Week, – Witch Wood (TV), Wlk. Brytania, reż. Michael Leeston-Smith (Królowa Henrietta-Marie), – The Old Wives’ Tale (serial TV), WIk. Brytania, odcinek: Young Wives, reż. David Giles (Madame Laurence).
- 1965: The Debussy Film: Impressions on the French Composer (TV), Wlk. Brytania, reż. Ken Russell, w cyklu TV: Monitor Special (Madame Bardac, żona Claude’a Debussy’ego), – Always on Sunday: Henri „Douanier” Rousseau (TV), Wlk. Brytania, reż. Ken Russell, w cyklu TV: Monitor Special (żona Henri Rousseau), – The Good Shoemaker and the Poor Fish Peddler (TV), Wlk. Brytania, reż. John Gorrie, w cyklu TV: The Wednesday Play (Rosa Sacco), – Flying Swan (serial TV), Wlk. Brytania, odcinki: The Spanish Couple, The Boardroom, The Age of Consent (reż. David Giles), A Chapter of Accidents, In Quarantine (reż. Michael Imison), The Gold Rosette (reż. Christopher Barry) (Stuiaca Charito Moreno), – Londoners (serial TV), Wlk. Brytania, odcinek: Joe Nobody, reż. Michael Leeston-Smith (Elspeta, główna rola kobieca), – R 3 (serial TV), Wlk. Brytania, odcinek: A Source of Contamination, reż. Douglas Hurn (Hedi, niemiecka naukowiec, główna rola kobieca).
- 1967: Billion Dollar Brain, Wlk. Brytania, reż. Ken Russell (członkini łotewskiego gangu), – Dante’s Inferno (TV), Wlk. Brytania, reż. Ken Russell, w cyklu TV: Omnibus (Christina Rossetti), – The White Rabbit (serial TV), Wlk. Brytania, reż. Peter Hammond (Hrabina Grabbe).
- 1968: Isadora, Wlk. Brytania-Francja, reż. Karel Reisz (Alicia), – The Killing of Sister George (Frank Marcus), reż. Andrew McDonald; Watford Palace Theatre (Madame Zenia).
- 1969: Dream Divided (TV), Wlk. Brytania, reż. Fred Burnley, w cyklu TV: Omnibus (nauczycielka baletu).
- 1970: The Music Lovers, Wlk. Brytania, reż. Ken Russell (baronowa Nadiezda von Meek).
- 1971: The Devils, Wlk. Brytania, reż. Ken Russell (siostra Iza), – Family at War (serial TV), Wlk. Brytania, odcinek: Two Fathers, reż. Bob Hird (Frau Regler).
- 1972: Ludwig, Włochy-Francja-RFN, reż. Luchino Visconti (Królowa Matka, matka króla Bawarii Ludwika II), – According to the Rules (TV), Wlk. Brytania, reż. David Rea (żydowski świadek na procesie), – Protectors (serial TV), Wlk. Brytania, odcinek: King Con, reż. Jeremy Summers (Irina Gleskova), – The Man Outside (serial TV), Wlk. Brytania, odcinek: Intruders, reż. George Spenton-Foster (Anna Toft).
- 1973: Protectors (serial TV), Wlk. Brytania, odcinek: Chase, reż. Harry Booth (Ingrid).
- 1974: QB VII (serial TV), USA, reż. Tom Gries (Mrs. Gold), – Notorious Woman (serial TV), Wlk. Brytania-USA, odcinek: Prelude, reż. Waris Hussein (Carlotta Marliani).
- 1975: Lisztomania, Wlk. Brytania, reż. Ken Russell (baronowa Nadiezda von Meek), – Love School (serial TV), Wlk. Brytania, udział w 3 odcinkach, reż. Robert Knights (Mrs. Rossetti).
- 1976: To the Devil a Daughter, inny tytuł Die Braut des Satans, Wlk. Brytania-RFN, reż. Peter Sykes (Margaret, matka potwora), – Meriel, the Ghost Girl (TV), Wlk. Brytania, reż. Philip Saville, w cyklu TV: The Mind Beyond (Mrs. Brown, matka Meriel).
- 1977: Count Dracula (TV), Wlk. Brytania, reż. Philip Saville (pasażerka w powozie), – Romance (serial TV), Wlk. Brytania, odcinek: Moths, reż. Waris Hussein (księżna Nadine).
- 1978: Bestia, Polska, reż. Jerzy Domaradzki (matka Pawła)[2]. – Clouds of Glory (TV), Wlk. Brytania, reż. Ken Russell, cześć: The Rime of the Ancient Mariner (Mrs. Gillman), – Huntingtower (serial TV), Wlk. Brytania, reż. Bob Hird, udział w 6 odcinkach (ciotka Eugenie).
- 1982: Pandemonium, USA, reż. Alfred Sole (Mrs. Salt).
- 1993: Vladek, Polska, reż. Krzysztof Miklaszewski, film dokumentalny (wypowiedz wspomnieniowa o Władysławie Sheybalu).
- 2001: Goodbye Mr Steadman, inny tytuł Dead (TV), Wlk. Brytania, zer. Sandy Johnson (Mrs. Polowska), – Randall and Hopkirk (Deceased) (serial TV), Wlk. Brytania, odcinek: The Glorious Butranekh, reż. Charlie Higson (starowinka).
- 2002: Hell on Earth. The Desecration & Resurrection of „The Devils”, Wlk. Brytania, reż. Paul Joyce, film dokumentalny (wypowiedz o filmie Kena Russella pt. The Devils z 1971 r.)
- 2003: The Mother, Wlk. Brytania, reż. Roger Micheli (polska służąca).
- 2004: Crimewatch (seryjny program fabularyzowany, TV), Wlk. Brytania (Domicela Skiera), – New Tricks (serial TV), Wlk. Brytania, odcinek: Diamonds in the Rush, reż. Martyn Friend (Rumunka sprzedajeca kwiaty), emisja tv 2005.
- 2008: House of Saddam (Subha Hussein)[1]